# Rue Gerty-Archimède
La rue Gerty-Archimède est une voie située dans le quartier de Bercy du 12e arrondissement de Paris.

## Situation et accès
La rue Gerty-Archimède est desservie par la ligne 14 à la station Cour Saint-Émilion.

## Origine du nom

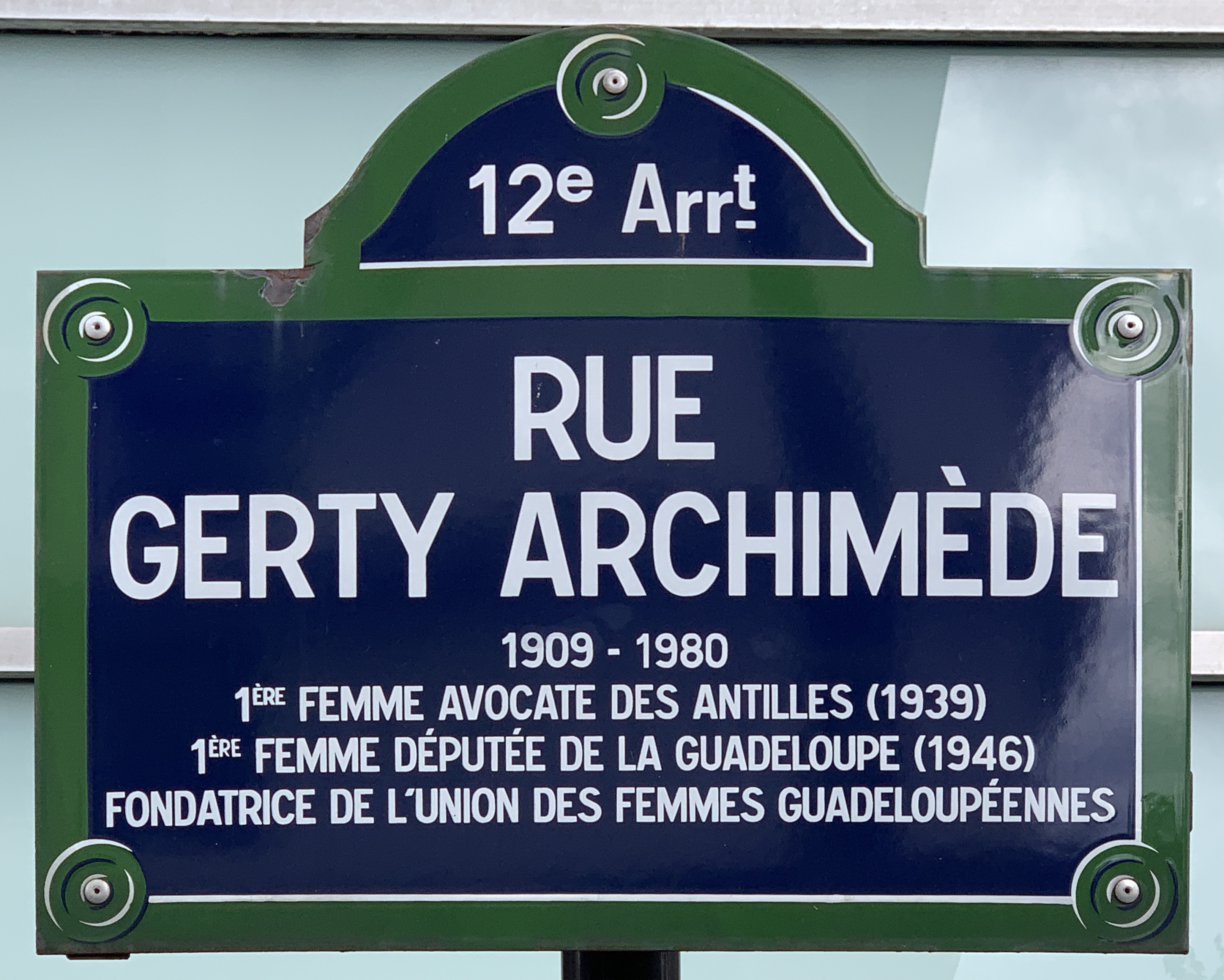
Plaque de la rue.

Elle porte le nom de l'avocate et femme politique guadeloupéenne, Gerty Archimède (1909-1980).

## Historique
La voie est créée dans le cadre de l'aménagement de la ZAC Corbineau-Lachambeaudie en 2005 par la Ville de Paris, dans un espace privé devenu public, sous le nom provisoire de « voie DM/12 » ; elle prend sa dénomination actuelle par arrêté municipal du 2 novembre 2006.

## Bâtiments remarquables et lieux de mémoire
- Le groupe scolaire Gerty-Archimède.
- No 14 : siège de l'Autorité de régulation des communications électroniques, des postes et de la distribution de la presse (ARCEP).